# Lijst van sjahs van Perzië

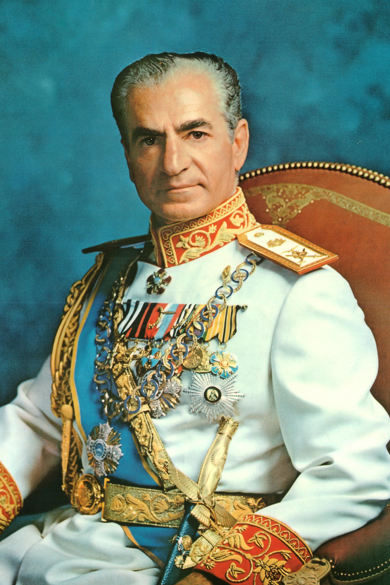
Mohammad Reza Pahlavi, de laatste sjah van Perzië

Dit is een lijst van sjahs van Perzië (Iran).

## Achaemeniden
- Cyrus de Grote, 550 v.Chr. - 530 v.Chr.
- Cambyses, 529 v.Chr. - 522 v.Chr.
- Smerdis, 522 v.Chr. - 522 v.Chr.
- Darius I, 522 v.Chr. - 485 v.Chr.
- Xerxes I, 485 v.Chr. - 465 v.Chr.
- Artaxerxes I, 465 v.Chr. - 424 v.Chr.
- Xerxes II, 424 v.Chr. - 423 v.Chr.
- Sogdianus 423 v.Chr. - 423 v.Chr.
- Darius II, 423 v.Chr. - 404 v.Chr.
- Artaxerxes II, 404 v.Chr. - 358 v.Chr. (cf. Xenophon)
- Artaxerxes III, 358 v.Chr. - 338 v.Chr.
- Arses, 338 v.Chr. - 336 v.Chr.
- Darius III, 336 v.Chr. - 330 v.Chr.

## Seleuciden
Alexander de Grote verovert het Perzische Rijk. Na zijn dood wordt zijn enorme rijk verdeeld over zijn 4 generaals Cassander (Macedonië en Griekenland), Lysimachus (Klein-Azië en Thracië), Seleucus I Nicator (Mesopotamië en Syrië) en Ptolemaeus Lagus (Egypte en Palestina). De mannelijke geslachtslijn van Cassander stierf al uit in 285 v.Chr. en zijn rijk werd overgenomen door dat van Lysimachus. Aldus komen er drie hellenistische dynastieën aan de macht. De Seleuciden in Perzië, de Ptolemaeën in Egypte en de Antigoniden in Alexanders thuisland Macedonië.
- Alexander de Grote 333 v.Chr.
- Seleucus I Nicator (Satraap 311 - 305 v.Chr., Koning 305 v.Chr. - 281 v.Chr.)
- Antiochus I Soter (mede-regent vanaf 291, regering 281 - 261 v.Chr.)
- Antiochus II Theos (261 - 246 v.Chr.)
- Seleucus II Callinicus (246 - 225 v.Chr.)
- Seleucus III Ceraunus (of Soter) (225 - 223 v.Chr.)
- Antiochus III de Grote (223 - 187 v.Chr.)
- Seleucus IV Philopator (187 - 175 v.Chr.)
- Antiochus IV Epiphanes (175 - 164 v.Chr.)
- Antiochus V Eupator (164 - 162 v.Chr.)
- Demetrius I Soter (162 - 150 v.Chr.)
- Alexander I Balas (154 - 145 v.Chr.)
- Demetrius II Nicator (145 - 138 v.Chr.)
- Antiochus VI Dionysus (of Epiphanes) (145 - 140 v.Chr.?)
- Diodotus Tryphon (140? - 138 v.Chr.)
- Antiochus VII Sidetes (of Euergetes) (138 - 129 v.Chr.)
- Demetrius II Nicator (opnieuw, 129 - 126 v.Chr.)
- Alexander II Zabinas (129 - 123 v.Chr.)
- Cleopatra Thea (126 - 123 v.Chr.)
- Seleucus V Philometor(126/125 v.Chr.)
- Antiochus VIII Grypus (125 - 96 v.Chr.)
- Antiochus IX Cyzicenus (114 - 96 v.Chr.)
- Seleucus VI Epiphanes Nicator (96 - 95 v.Chr.)
- Antiochus X Eusebes Philopator (95 - 92 v.Chr. of 83 v.Chr.)
- Demetrius III Eucaerus (of Philopator) (95-87 v.Chr.)
- Antiochus XI Epiphanes Philadelphus (95 - 92 v.Chr.)
- Philippus I Philadelphus (95 - 84/83 v.Chr.)
- Antiochus XII Dionysus (87 - 84 v.Chr.)
- (Tigranes I van Armenië) (83 - 69 v.Chr.)
- Seleucus VII Kybiosaktes of Philometor (70 v.Chr. - 60 v.Chr.?)
- Antiochus XIII Asiaticus (69 - 64 v.Chr.)
- Philippus II Philoromaeus (65 - 63 v.Chr..)

## Arsaciden
Ook bekend als de Parthen
- Arsaces I 247 v.Chr.-211 v.Chr.
  - Tiridates I coregent?
- Arsaces II 211 v.Chr.-191 v.Chr.
- Priapitius 191 v.Chr.-176 v.Chr.
- Phraates 176 v.Chr.-171 v.Chr.
- Mithridates I 171 v.Chr.-138 v.Chr.
- Phraates II 138 v.Chr.-129 v.Chr.
  - interregnum
- Artabanus I 127 v.Chr.-124 v.Chr.
- Mithridates II de Grote 124 v.Chr.-88 v.Chr.
- Gotarzes I (tegenkoning tegen Mithridates II)
- Orodes I rond 80 v.Chr., in deze zelfde periode nog minstens 2 verder onbekende koningen
- Sinatrukes 77 v.Chr.- ca. 70 v.Chr.
- Phraates III (70 – 57 v.Chr.)
- Mithridates III (57 – 56 v.Chr.)
- Orodes II (57 – 38 v.Chr.)
- Phraates IV (38 – 2 v.Chr.)
  - Tiridates II tegenkoning van 30-25 v.Chr., niet afkomstig uit de dynastie van de Arsaciden
- Phraataces 2 v.Chr.-4 na Chr.
- Orodes III 4-7
- Vonones I 7-12
- Artabanus II 10-38
- Vardanes I 38-47
- Gotarzes II 38-51
  - Meherdates 49
  - Sanabares ca. 50-65
- Vonones II 51
- Vologases I 51-80
  - Vardanes II 55-58
  - Vologases II 77-80
- Pacorus II 79-114
  - Artabanus III 80-90
- Vologases III 105-147
- Osroes I 109-129
- Mithridates IV 129-147
- Vologases IV 148-192
  - Osroes II ca. 190
- Vologases V 192-207
- Vologases VI 207-228
- Artabanus IV 213-226, begin van de opstand van de Sassaniden onder Ardashir 224

## Sassaniden
- Papak -208, vazal van het Parthische rijk, vorst van Persis
- Shapur 208
- Ardashir 208-241, Koning der Koningen vanaf 226
- Shapur I 241-272
- Hormazd I 272-273
- Varahran I 273-276
- Varahran II 276-293
- Varahran III 293
- Narses 293-302
- Hormazd II 302-309
- Shapur II 309-379
- Ardashir II 379-383
- Shapur III 383-388
- Varahran IV 388-399
- Yazdagird I 399-420
- Varahran V 420-439
- Yazdagird II 439-457
- Hormazd III 457-459
- Peroz 459-484
- Valash 484-488
- Kavad I 488-531 en Zamasp 496-498
- Khusro I 531-579
- Hormazd IV 579-590
- Khusro II 590-628 en Varahran VI Chobin 590-591
- Kavad II 628
- Ardashir III 628-629
- Boran 629-630
- Hormazd V 630-632
- Yazdagird III 632-651.

In 651 werd het rijk van de Sassaniden door de moslims veroverd.

## Samaniden
- Saman Khoda 819-864
- Nasr I 864-892
- Ismail I 892-907
- Ahmad II 907-914
- Nasr II 914-943
- Hamid Nuh I 943-954
- Abdul Malik I 954-961
- Mansur I 961-976
- Nuh II 976-997
- Mansur II 997-999

## Safawieden
- Ismail I
- Tahmasp I
- Ismail II
- Mohammad Khodabanda
- Abbas I de Grote van Perzië
- Safi
- Abbas II
- Suleiman I
- Soltan Hoseyn I
- Tahmasp II
- Abbas III
- Suleiman II
- Ismail III

## Afshariden
- Nader Sjah
- Adil Sjah
- Ebrahim Sjah
- Shahrokh Sjah

## Zand
- Karim Khan
- Mohammad Ali Khan
- Abol Fath Khan
- Sadiq Khan
- Ali Murad Khan
- Jafar Khan
- Lotf Ali Khan

## Kadjaren
- Agha Mohammed Khan Kadjar
- Fath'Ali Kadjar
- Mohammad Sjah Kadjar
- Ali Kadjar
- Hossein Ali Kadjar
- Nader ed-Din Kadjar
- Mozzaffar ed-Din Kadjar
- Mohammed Ali Kadjar
- Ahmad Sjah Kadjar

## Pahlavi
- Reza Pahlavi
- Mohammad Reza Pahlavi